# 7440 Závist
(7440) Závist, denumire internațională (7440) Zavist, este un asteroid din centura principală de asteroizi.

## Descriere
7440 Závist este un asteroid din centura principală de asteroizi. A fost descoperit pe 1 martie 1995 la Observatorul Kleť de Miloš Tichý. Asteroidul prezintă o orbită caracterizată de o semiaxă mare de 2,59 ua, o excentricitate de 0,16 și o înclinație de 11,0° în raport cu ecliptica.